# Paramigdolus tetropioides
Paramigdolus tetropioides là một loài bọ cánh cứng trong họ Cerambycidae.